# 新興芸術派
新興芸術派（しんこうげいじゅつは）は、日本の昭和初期に起こった文学運動の一つで、プロレタリア文学運動とは異なるモダニズム芸術を志向した芸術派の人々が参加し、1930年（昭和5年）には「新興芸術派倶楽部」が結成されたが、1932年頃にはその活動は分裂、終息していった。

## 設立と活動
大正から昭和初頭のプロレタリア文学運動に対して、未来派や表現主義の影響を受けた、横光利一らの新感覚派は前衛的なモダニズム文学流派としての立場をとっていたが、片岡鉄兵、今東光、鈴木彦次郎らが左傾し、さらに若手の作家たちもマルクス主義に接近して、新感覚派は内部崩壊に向かっていった。中村武羅夫による、文芸を「マルクス主義宣伝のために利用し、階級闘争の手段として役立てようとする主張」に反対する（「誰だ? 花園を荒らすものは!」（『新潮』1928年6月））といった、反プロレタリア文学の立場の文学者で、1929年末に、新潮社の『文学時代』や唯一の商業文芸誌『新潮』で活動していた中村武羅夫、加藤武雄、楢崎勤、佐左木俊郎、1919年2月に廃刊となっていた『不同調』の後継誌『近代生活』の同人浅原六朗、久野豊彦、龍胆寺雄、尾崎士郎、嘉村礒多、岡田三郎、飯島正、および川端康成、翁久允による「十三人倶楽部」を結成し、自ら「芸術派の十字軍」と名乗った。
「十三人倶楽部」を発展させて、久野豊彦と龍胆寺雄の提唱により、1930年4月に「新興芸術派倶楽部」が創設された。この第1回総会が4月13日に行われ、当時の若手作家で、『早稲田』の高橋丈雄、保高徳蔵、八木東作、『蝙蝠座』の中村正常、今日出海、小野松二、坪田勝、西村晋一、舟橋聖一、『文学』の永井龍男、小林秀雄、吉村鉄太郎、宗瑛、神西清、笠原健治郎、深田久弥、堀辰雄、『近代生活』の吉行エイスケ、『文芸都市』の阿部知二、雅川滉、井伏鱒二、蔵原伸二郎、古沢安二郎ら30名が出席した。主に『新潮』誌上で活動し、同年4月号には雅川滉が「芸術派宣言」で「「マルクス主義を通過した」芸術派」の立場を述べるなどし、5月には『芸術派ヴァラエティ』という、小説と評論を集めたアンソロジーを出版した。
これに永井龍男は「その人々は信ずるものを持たないかのようだ」「小器用さと、流行と、そして印刷術の精錬は文字で化粧品のレッテルや色刷のホテルラベルを制作している現状だ」（『1930』1930年4月号）と述べ、当時については川端康成が「新興芸術派の作家たちほどジャアナリズムに悪用されたことは類を見ない」と語ったような状態でもあった。読売新聞主催による「新興芸術派宣言並に批判講演会」は4月18日に開催され、講演者として雅川滉、舟橋聖一、阿部知二、横光利一、青野季吉、新居格が出演した。当初批判側として小林多喜二も予告されていたが、「『ナップ』委員会の決議により『芸術派を黙殺する』」という理由で出演が取り消された。
新潮社からは『新興芸術派叢書』が以下のラインナップで刊行された。当時、『中央公論』『改造』などの総合雑誌ではプロレタリア作家が席巻する状態ではあったが、この叢書の中では龍胆寺雄、阿部知二、楢崎勤、吉行エイスケがよく売れた。
- 尾崎士郎『悲劇を探す男』
- ささきふさ『豹の部屋』
- 中河与一『R汽船の壮図』
- 阿部知二『恋とアフリカ』
- 中村正常『ボア吉の求婚』
- 北村寿夫『淡彩の処女』
- 岡田三郎『物質の弾道』
- 龍胆寺雄『街のナンセンス』
- 久野豊彦『聯想の暴風』
- 川端康成『僕の標本室』
- 楢崎勤『神聖な裸婦』
- 佐左木俊郎『黒い地帯』
- 嘉村礒多『崖の下』
- 井伏鱒二『夜ふけと梅の花』
- 横光利一『高架線』
- 浅原六朗『女群行進』
- 十一谷義三郎『キャベツの論理』
- 池谷信三郎『有閑夫人』
- 舟橋聖一『愛慾の一匙』
- 吉行エイスケ『女百貨店』

## 終端への道
1930年には春陽堂から「世界大都会尖端ジャズ文学」という叢書が刊行され、その第1冊は「新興芸術派十二人」と銘打たれた『モダン TOKIO 円舞曲』で、川端康成、久野豊彦、阿部知二、堀辰雄、蔵原伸二郎、ささきふさ、吉行エイスケ、中村正常、井伏鱒二、中河与一、浅原六朗、龍胆寺雄の作品が収録された。改造社の円本「現代日本文学全集」の一冊『新興芸術派文学集』(1931年)でも、十一谷義三郎、池谷信三郎、龍胆寺雄、川端康成、中河与一、の作品が収められた。
浅原六朗・久野豊彦・龍胆寺雄らは元々新社会派を提唱しており、久野はクリフォード・ダグラスの経済学説を文学に応用しようとして、1930年に『新芸術とダグラスイズム』を刊行し、久野と浅原共著の『新社会派文学』では「マルキシズムのいう『働かなければ食ふべからず』の文学は古い!」として、当時のサラリーマン、モダンボーイとモダンガールのための文学というモダニズム志向があり、新興芸術派の他の作家には異質な印象を与えていた。1930年10月には「1930年」が共同制作され、1932年3月に浅原六朗「新社会派文学の主要点」が発表される。
一方で、横光利一は1928年から29年にかけて「新感覚派的技法と思考方法の総合」（伊藤整）と言われた長編『上海』の執筆に集中し、1929年10月には堀辰雄、川端康成、犬養健、永井龍男、深田久弥、吉村鐡太郎とともに『文学』を創刊し、小林秀雄訳のランボー「地獄の季節」、淀野隆三・佐藤正彰・三宅徹三・神田龍雄訳のプルースト「スワン家の方」が連載され、井伏鱒二や神西清らの作品も掲載され、1930年5月には『1930』と合併して『作品』となり、形式主義、「芸術のための芸術」主義な動きとみなされていた。また詩人の春山行夫の「感傷を排して知的に詩を構成」しようとする『詩と詩論』が1928年から発行され、そこから分裂した『詩・現実』とともに、アンドレ・ブルトンの超現実主義や、ジェイムズ・ジョイスの紹介とともに、阿部知二の「主知的文学論」や伊藤整の「新心理主義文学」などの二十世紀文学を取り込む動きも起きており、横光利一「機械」(1930年)もプルーストの影響によって書かれていたとされる。
新興芸術派は、平野謙が「芸術方法において独自なものを打ち出すことができなかった」と評したことからも1932年にはその活動は見られなくなり、やがて阿部知二、小林秀雄、堀辰雄、舟橋聖一ら新心理派あるいは芸術至上主義的傾向の作家軍と、久野豊彦、浅原六朗、吉行エイスケ、龍胆寺雄ら新社会派文学への進展を企図しつつある作家軍に分裂したと言われるようになった。これはエロ・グロ・ナンセンス的商品を求めたジャーナリズムの犠牲になったと言われ、また伊藤整は「政治的行動主義と反対の、ニヒリスティックな売文的傾向を産ませた結果」によると評している（「昭和文学の死滅したものと生きているもの」）。
この新興芸術派の2年間ほどの活動期間での作品としては、川端康成「浅草紅団」や、吉行エイスケの諸作品が特筆されるものとして残されている。「浅草紅団」は当時川端が「いはゆるモダアニズムが風俗にまた言葉に軽佻浮薄な踊りを見せたが、大震災の復興の異様な生き生きしさもあった」という浅草を、モダニズム文学風な描写を行なった作品で、「水族館へ多くの客を呼ぶ役にも立つたものである」と言うように世間の浅草への関心を高めることにもなり、自身もその後いくつかの浅草を舞台にした作品を書いたが、同様の文章での作品はこの一作のみになった。当時のエロ・グロ・ナンセンスブームによる浅草のエロ・レビュー団で、エノケンこと榎本健一の在籍していた第2次カジノ・フォーリーは「浅草紅団」中でも取り上げられたことで注目を浴びて人気となり、数多くの同種のレビュー団が生まれて浅草オペラ出身者が活躍し、また高井ルビーの吹き込んだ「銀座小唄」や、エロ・ダンスで人気の河合澄子なども「浅草紅団」で取り上げられている。
プロレタリア文学運動は1931年の満州事変勃発に続く弾圧強化と、1933年の小林多喜二の獄死などで混乱に向かったが、また1933年には『文学界』『行動』『文藝』が創刊され、大正期に活躍した既成作家の復活も含めて、優れた作品が生み出される「文芸復興」と言われる時代となっていった。

## 注
1. ↑  『私の履歴書 - 中間小説の黄金時代』（舟橋聖一）日本経済新聞社、2006年
2. 1 2  保昌正夫「モダニズムの饗宴」（『日本文学の歴史 12 現代の旗手たち』角川書店 1968年）
3. ↑  伊藤整『近代日本人の発想の諸形式』岩波文庫 1981年
4. ↑  十返肇「解説」（『浅草紅團』新潮文庫 1955年）
5. ↑  毛利眞人『ニッポン エロ・グロ・ナンセンス』講談社 2016年